# 扎切塔國家美術館
扎切塔國家美術館（Narodowa Galeria Sztuki）是位於波蘭首都華沙的一座當代藝術美術館。美術館的主要目的是支持波蘭當代藝術及藝術家。扎切塔也經常舉辦波蘭國外知名藝術家的特展，因此在國際上確立了自己的地位。美術館創建於1860年。

## 外部連結
维基共享资源上的相關多媒體資源：扎切塔國家美術館
- （英語和波蘭語） Home page （页面存档备份，存于）